# 皆吉爽雨

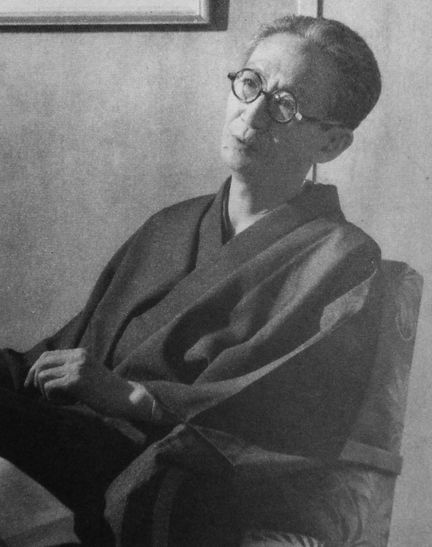
1956年

皆吉 爽雨（みなよし そうう、1902年2月7日 - 1983年6月29日）は、福井県出身の俳人。本名・大太郎。福井市上宝永町に生まれ、丸岡町、三国町に育つ。福井中学校（現福井県立藤島高等学校）卒業。1919年、住友電気工業に入社。「ホトトギス」に投句し高浜虚子に師事する。1922年、「山茶花」創刊に参加。1936年、「山茶花」選者。1945年に上京、1946年に「雪解」を創刊・主宰。1967年、句集『三露』などの功績より第1回蛇笏賞受賞。1979年、勲四等旭日小綬章受章。俳人協会副会長を務めた。墓所は東京都調布市の深大寺。
孫の皆吉司は俳人、画家。

## 著書
- 雪解 句集 山茶花発行所 1938 山茶花叢書
- 寒林 三省堂 1940 俳苑叢刊
- 花鳥開眼 山茶花発行所 1942 山茶花叢書
- 句ごころ さかの書房 1948
- 互選句集 松本たかし共著 かに書房 1948 かに俳句選書
- 雁列 長谷川書房 1955
- 句作一路 近藤書店 1959 雪解選書
- 寒柝 皆吉爽雨 第七句集 雪解発行所 1961 雪解選書
- 雪解俳句選集 皆吉爽雨編 雪解発行所 1965. 雪解選書
- 三露 牧羊社 1966
- 皆吉爽雨句集 1968 角川文庫
- 句のある自伝 サンケイ新聞社出版局 1970
- 序文集成 第1集 関西雪解会編 雪解発行所 1972.11 雪解選書
- 写生句作法 東京堂出版 1973
- 夏の俳句 俳句鑑賞歳時記 明治書院 1973
- わが俳句作法 東京出版 1975.11
- 花幽 皆吉爽雨句集 五月書房 1976
- 山茶花物語 牧羊社 1976.9
- 皆吉爽雨集 俳人協会 1976.11 自註現代俳句シリーズ
- 俳句への道 角川書店 1978.7
- 自選自解皆吉爽雨句集 白凰社 1979.3 現代の俳句
- 皆吉爽雨著作集 全5巻 サンケイ新聞社 1979
- 爽雨序文 序文集成第二集 雪解発行所 1980.7 雪解選書
- 俳句開眼 牧羊社 1981.2
- 聲遠 句集 求龍堂 1982.2
- 皆吉爽雨集 井沢正江編 俳人協会 1992.8 脚註名句シリーズ
- 近世秀句 春秋社 2001.6 日本秀句 新版

## 参考
- 日本人名大事典
- 現代俳句大事典